# Червезіна
Червезіна (італ. Cervesina) — муніципалітет в Італії, у регіоні Ломбардія,  провінція Павія.
Червезіна розташована на відстані близько 450 км на північний захід від Рима, 50 км на південь від Мілана, 18 км на південний захід від Павії.
Населення — 1228 осіб (2014).

## Демографія
Населення за роками:

Станом на 1 січня 2023 року в муніципалітеті офіційно проживали 64 іноземці з 13 країн, серед них 22 громадяни країн Євросоюзу та 12 громадян України.

## Сусідні муніципалітети
- Корана
- Меццана-Рабаттоне
- Панкарана
- Вогера
- Цинаско